# Charles Tilly
Charles Tilly (27. května 1929 Lombard, Illinois – 29. dubna 2008 New York) byl americký sociolog, politolog a historik, který se zabýval hlavně historickou sociologií a sociologií politiky. Jeho bratrem je historik a ekonom Richard Hugh Tilly (* 17. října 1932) a manželkou historička Louise Audino Tilly.

## Život
Charles Tilly se narodil 27. května 1929 v Lombardu ve státě Illinois. V roce 1950 získal bakalářský titul s vyznamenáním (Bachelor of Arts magna cum laude) na Harvardově univerzitě, na které o 8 let později složil doktorát v oblasti sociologie. Také studoval na Balliolovi koleji, jedné ze zakládajících kolejí Oxfordské univerzity v Anglii, Katolické univerzitě v Angers ve Francii a během korejské války sloužil v americké armádě.
Tilly vyučoval na mnoha univerzitách mezi které patří:
- University of Delaware
- Harvard University
- University of Toronto
- University of Michigan – profesor historie, sociologie a společenských věd (1969-1984)
- The New School for Social Research
- Columbia University – profesor společenských věd, po 20 let působil ve výzkumném institutu patřícím pod společenské vědy (ISERP – Institute for Social and Economic Research and Policy)

Během své akademické dráhy vedl nespočet výzkumů a kurzů na univerzitách v Evropě či Severní Americe, kde se mu dostalo věhlasného uznání. Adam Ashforth z Michiganské univerzity ho nazval “zakládajícím otcem sociologie 21. století”.
Tilly byl členem Národní akademie věd Spojených států amerických, Americké akademie umění a věd či Americké filozofické společnosti. Je také držitelem řádu akademických palem, francouzského vyznamenání za zásluhy ve vzdělání, vědě a kultuře.
Charles Tilly zemřel 29. dubna 2008 v Bronxu na zhoubný nádor mízních uzlin a lymfatické tkáně.
Během svého života obdržel několik významných ocenění zahrnující například:
- Common Wealth Award in sociology (1982)
- The Amalfi Prize for Sociology and Social Sciences (1994)
- The Eastern Sociological Society’s Merit Award for Distinguished Scholarship (1996)
- The American Sociological Association's Career of Distinguished Scholarship Award (2005)
- The International Political Science Association's Karl Deutsch Award in Comparative Politics (2006)
- The Phi Beta Kappa Sidney Hook Memorial Award (2006)
- The Social Science Research Council's Albert O. Hirschman Award (2008)

Na mnoha univerzitách mu byl též udělen titul čestného doktora (lat. doctor honoris causa) za významné zásluhy v oblasti společenských věd. Jedná se o tyto univerzity:
- Erasmus University, Rotterdam (1983)
- Institut d'Etudes Politiques, University of Paris (1993)
- University of Toronto (1995)
- University of Strasbourg (1996)
- University of Geneva (1999)
- University of Crete (2002)
- University of Quebec at Montreal (2004)
- University of Michigan (2007)

## Akademická práce
Tilly se ve velké míře zabýval výzkumnou metodologií, kdy se dotkl témat jako epistemologie, procesní a kontextuální analýza, politická etnografie, podstata kauzality, kvantitativní metody v historické analýze či použití vypravování jako metody pro vysvětlení historických situací.

### Formování státu
Zkoumáním politických, sociálních a technologických změn v Evropě od dob středověku až do současnosti se Tilly pokusil vysvětlit nevídaný úspěch národního státu jako dominantního typu uskupení v jeho knize Coercion, Capital, and European States z roku 1990.
Tilly se zaměřil na Evropu po pádu Římské říše. Během této doby, organizace státu byla spíše neformální a místní šlechtici spravovali pouze relativně malá území. Rolníci se vzdávali zisku, aby od svého vládce na oplátku získali bezpečí a ochranu. Později, tyto feudální pozemky byly sloučeny a vyžadovaly větší armádu, která by je mohla chránit před vnitřními i vnějšími hrozbami. Větší armády se ukázaly být efektivnější a následně bylo požadováno více peněz na jejich správu. Feudální pozemky se dále rozvíjely a spojovaly do větších království, kde vládli králové. Aby obrana území mohla být zachována, bylo nutné začít vybírat peníze od poddaných ve formě daní. K zavedení těchto daní panovníci požadovali protokol pro počítání a vynucení vybírání, takže vznikly formální státní instituce.
Podle Tillyho se státy vyznačují následujícími čtyřmi aktivitami:
1. tvorba války: Eliminace rivalů nebo potenciálních vnějších hrozeb mimo vlastní státní teritoria.
2. tvorba státu: Eliminace vnitřních soupeřících sil a povstalců z vnitřních státních teritorií.
3. ochrana: Eliminace potenciálních hrozeb obyvatelstvu.
4. získávání: Zabezpečení prostředků k provedení předchozích tří kroků, jako je výběr daní nebo příjmů.

Tyto čtyři aktivity mohou nabrat více podob. Tillyho konkrétně zajímalo zkoumání těchto aktivit skrze akt organizovaného násilí. Tvrdil, že tyto aktivity jsou obdobné jako obranné činy organizovaných kriminálních organizací. Tato teorie se jinak nazývá dravá teorie o formování státu („predatory theory of state-building“).

### Sociologie města
V 60. a 70. letech studoval Tilly migraci do měst a byl vlivný teoretik ohledně městských úkazů a považování komunit jako sociálních sítí. V roce 1968 prezentoval Tilly svou reportáž o evropském kolektivním násilí Eisenhowerově komisi, jejímiž členy byla tato reportáž zahrnuta i ve sbírce „Vol. 1 of Violence in America“. Jak bylo možné vidět v jeho studiích o evropské rozporuplná politice 19. století a o přítomném násilí ve Spojených státech, jeho zájem o města a komunity byl úzce spojen s jeho vášní pro studii sociálních hnutí a kolektivního násilí.

### Rozporuplná politika
Rozporuplná politika užívá ke změně vládní politiky akce, které narušují běžnou činnost společnosti. Příklady takových technik jsou demonstrace, stávky, nepokoje, terorismus a další. Tillyho práce zdůrazňuje, jak je dynamika sociálního protestu vázána na politické, sociální a hospodářské souvislosti. Předchozí studie kolektivního násilí uznávala jeho atypickou povahu, Tilly ale shromáždil velké množství důkazů, které ukazují, že obvykle vyvstávají z organizací, které propagují nenásilná politická tvrzení. Jeho práce měla značný vliv na studium sociálních hnutí.  Tvrdí, že společenská hnutí sdílejí některé prvky s jinými politickými akcemi, jako jsou například převraty, volební kampaně, stávky a revoluce, ale mají svou vlastní odlišnou charakteristiku. Podle něj se sociální hnutí rozvinulo na západě po roce 1750 a rozšířilo se po celém světě kolonialismem, obchodem a migrací.
Tilly říká, že sociální hnutí kombinuje:
- organizovanou veřejnou snahu, nazýváme ji kampaň (obsahuje nejméně 3 věci – skupinu žadatelů, nárok, prosazení na veřejnosti)[9]

- vytváření účelových skupin a koalic, veřejná setkání, demonstrace, petice, vyjadřování se k veřejným médiím

Tilly také tvrdí, že existuje komplexní vztah mezi sociálními hnutími a demokratizací. Demokratizace podporuje formování společenských hnutí, ale v žádném případě demokracii nepodporují všechna společenská hnutí. Rozdíl je zásadní, Tilly varoval před iluzí, že sociální hnutí samy propagují demokracii tím, že analyticky oddělují tvrzení hnutí od následků hnutí. Prodemokratické hnutí může vést k nedemokratickým důsledkům; příkladem jsou anarchisté, kteří nakonec podpořili fragmentace koalic hledajících demokracie. Naopak protidemokratické hnutí může podporovat demokratické výsledky tím, že povzbuzuje demokratické protiakce jiných občanů nebo protiopatření veřejných činitelů; příkladem bylo neúspěšné hnutí proti imigrantům.

## Dílo
Je autorem či spoluautorem 51 knih a monografií a více než 600 vědeckých článků. Mezi jeho významná díla patří:
- The Vendee: A Sociological Analysis of the Counter-Revolution of 1793 (1964)
- As Sociology Meets History (1981)
- Big Structures, Large Processes, Huge Comparisons (1984)
- The Contentious French (1983)
- European Revolutions 1492-1992 (1993)
- Cities and the Rise of States in Europe: A.D. 1000 to 1800 (1994)
- Popular Contention in Great Britain, 1758-1834 (1995)
- Durable Inequality (1998)
- Transforming Post-Communist Political Economies (1998)
- Dynamics of Contention (2001)
- The Politics of Collective Violence (2003) – jako jediná přeložena do češtiny
- Social Movements 1768-2004 (2004)
- Trust and Rule (2005)
- Why? (2006)
- Democracy (2007).